# Sexualité au Japon

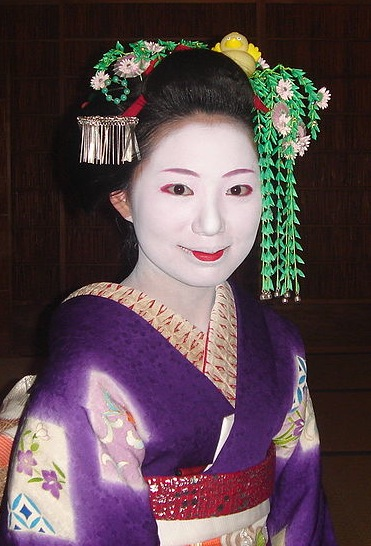
La Geisha a été interdite dans la commercialisation du sexe, mais elle est devenue par erreur un symbole de la sexualité au Japon.

La sexualité au Japon s'est séparément développée du reste du continent asiatique, car les Japonais n'ont jamais adopté pour eux-mêmes la vision du mariage, et la monogamie n'était pas considérée comme une valeur constitutive appréciable. La prostitution au Japon s'est particulièrement répandue durant la période du miracle économique japonais car les activités nocturnes étaient déductibles des impôts. L'homosexualité au Japon était particulièrement répandue durant l'ancien temps mais tabou durant l'époque moderne. La pornographie japonaise a gagné son public dans le monde entier et a été exportée presque partout dans le monde à la suite de sa grande variété de thèmes et de médias. Le Japon possède également une scène fétichiste particulièrement localisée dans les grandes villes qui a influencé la communauté mondiale fétichiste. La diminution de la conduite sexuelle durant le XXIe siècle a été hautement critiquée à la suite du faible taux de natalité et du déclin de la croissance dans la population japonaise.

## Déclin de l'activité sexuelle
La sexualité a grandement décliné durant des années au Japon ; par conséquent, le taux de natalité dans ce pays est également en déclin. Des études et sondages ont rapporté que la perte des activités sexuelles toucherait particulièrement les adolescents et les couples mariés. En 2023, un sondage de 317 000 personnes de 41 pays, mené par Durex, la plus grande compagnie de préservatifs au monde, montre que le Japon est le pays ayant le plus faible taux de rapports sexuels, avec 45 rapports par an. Ce sondage rapporte que 24 % des personnes japonaises interrogées disent vivre une vie sexuelle comblée, comparées au 44 % des personnes interrogées venant d'autres pays. Deux études menées par la Japan Family Planning Association montrent des résultats identiques. Le sondage mené en 2023, cependant, montre que 36,1 % des individus mâles âgés entre 18 et 19 ans répondent qu'ils ont un faible, voire aucun, intérêt pour le sexe. Le même sondage indique que 83,7 % des individus âgés dans la vingtaine étaient célibataires, et 49,3 % d'entre eux expliquent qu'ils n'ont jamais eu de compagne. 59 % des jeunes femmes dans la même tranche d'âge répondent d'une manière similaire.

## Place du couple au Japon
Le Japon est une société générale très codifiée où tout a généralement une place et chaque chose doit rentrer dans l'ordre établi. Ces normes sont actives dans la rue, au bureau mais aussi et surtout au sein même du foyer japonais. Ainsi, si les mariages arrangés n'existent plus aujourd'hui, l'Amour comme on le conçoit dans les sociétés occidentales n'a pas non plus une place prépondérante. Lorsqu'un homme et une femme s'unissent par le mariage au Japon, il s'agit avant tout d'une union entendue pour la création d'un foyer. Au Japon, il est assez mal vu d'être célibataire après 29 ans, la norme étant de se marier et de fonder une famille. C'est d'ailleurs la première et principale raison des rapports sexuels dans le couple : avoir un enfant. On s'aperçoit très souvent qu'après la naissance du premier enfant, les rapports sexuels diminuent jusqu'à parfois devenir inexistants. Ainsi la mère de famille dort traditionnellement avec son enfant ce qui laisse le mari seul de son côté. On a là une des dizaines de raisons qui expliquent le déclin de l'activité sexuelle au Japon.

## Fétichisme
La scène fétichiste au Japon est prospère, particulièrement dans le domaine du BDSM fétichiste, à un tel point que des vidéos du domaine de l'omorashi ont été créées uniquement centrées sur ce sujet. Plusieurs types de fétichismes initialement produits au Japon incluent les tentacules érotiques et des activités BDSM fétichistes telles que : shibari, bukkake, omorashi et tamakeri. Le fétichisme du pied est probablement le fétichisme le plus répandu dans ce pays.